# Nikołaj Klujew
Nikołaj Aleksiejewicz Klujew (ros. Николай Алексеевич Клюев; ur. 10 października?/22 października 1884 we wsi Kosztugi, Imperium Rosyjskie, zm. między 22–25 października 1937 w Tomsku, Rosyjska Federacyjna SRR) – rosyjski poeta, przedstawiciel grupy tzw. poetów nowochłopskich. Ofiara wielkiego terroru w ZSRR.

## Życiorys
Środowisko literackie zainteresował tomikiem wierszy Szemranie sosen wydanym w 1912 roku. Stał się przywódcą tzw. chłopskich poetów. Swoje pochodzenie podkreślał ubiorem, językiem i zachowaniem. Za wartości niepodważalne i prawdziwie rosyjskie uważał relikty pogaństwa, materialną i duchową kulturę ludu i jego synkretyczną sztukę. W swej poezji konfrontował chłopską kulturę duchową dawnej Rusi z cywilizacją miejską i sztuką szlachecko-inteligencką. Łączył elementy poezji ludowej z nowoczesnymi środkami obrazowania i wersyfikacji.
Był jednym z poetów, którzy rewolucję powitali z entuzjazmem. Głosił, że dzięki niej Rosja będzie „pępkiem świata”, z którego popłynie idea jednocząca wszystkie narody. Będąc starowiercą Klujew negował oficjalne prawosławie i stojące za nim państwo carskie. Jego zdaniem przewrót bolszewicki w Rosji był aktem wiary, w którym profanacja cerkwi prawosławnej była nie tylko dozwolona, ale wręcz pożądana. Porównywał on rewolucjonistów do apostołów, gloryfikował Lenina.
Klujew był bliskim przyjacielem i mentorem Siergieja Jesienina. Po jego śmierci napisał poemat Pieśń żałobna o Sergiuszu Jesieninie. Zarówno część jego twórczości chłopskiej, jak i wspomniany poemat, przyczyniły się do zakwalifikowania go jako wroga rewolucji. Wyrażany przez niego niepokój i sprzeciw wobec niszczenia wiekowych wartości widoczny w utworach z lat 20., m.in. w poemacie Wieś, uznano za wyraz ideologii kułackiej. Natomiast nieopublikowany poemat Pogorzelizna potraktowano jako dowód przestępczej agitacji.
W 1934 roku aresztowano go i zesłano do Tomska. W 1937 po ponownym aresztowaniu został stracony. Twórczość Klujewa od lat 20. była wyłączona z obiegu wydawniczego. Dopiero od niedawna stała się przedmiotem badań naukowych.

## Wybrana twórczość

### Zbiory wierszy
- 1911 – Sosien pieriezwon (ros. Сосен перезвон)
- 1912 – Bratskije piesni (ros. Братские песни)
- 1913 – Lesnyje byli (ros. Лесные были)
- 1916 – Mirskije dumy (ros. Мирские думы)
- 1919 – Piesnosłow (ros. Песнослов)
- 1919 – Miednyj kit (ros. Медный кит)
- 1922 – Lwinyj chleb (ros. Львиный хлеб)
- 1928 – Izba w pole (ros. Изба и поле)
- 1934 – Razrucha (ros. Разруха) – nieukończony cykl wierszy

### Poematy
- 1922 – Czetwiortyj Rim (ros. Четвертый Рим)
- 1922 – Mat’ Subbota (ros. Мать Суббота)
- 1926 – Płacz o Siergieje Jesieninie (ros. Плач о Сергее Есенине)
- 1926 – Dieriewnia (ros. Деревня)
- 1926 – Zaozierje (ros. Заозерье)
- 1928 – Pogorzelizna[1] (ros. Погорельщина)
- 1929 – Kain (ros. Каин) – nieukończony (zachowały się fragmenty)
- 1934 – Piesn’ o Wielikoj Matieri (ros. Песнь о Великой Матери)
- 1934-1937 – Krieml (ros. Кремль)
- 1934-1937 – Narym (ros. Нарым)